# سیلویا رابینسون
سیلویا رابینسون (به انگلیسی: Sylvia Robinson) یک موسیقی‌دان؛ تهیه‌کنندهٔ موسیقی و ناشر موسیقی اجرایی بود.